# Портрет Меды Примавези
«Портрет Ме́ды Примаве́зи» (нем. Bildnis Mäda Primavesi) — картина австрийского художника Густава Климта, самый крупный его детский портрет. Меда Примавези (1903—2000) — дочь банкира Отто Примавези и его супруги Евгении, больших поклонников творчества художника, с которыми у Климта сложились очень близкие дружеские отношения.
Супруги Примавези заказали Климту портрет дочери в 1912 году, он был готов только к Рождеству 1913 года, о чём известно из письма Климта заказчикам с извинениями за задержку. О длительном процессе работы над портретом Меда вспоминала: «Мы ездили каждые пару месяцев в Вену и оставались дней на десять. Я была маленькой девочкой, а профессор Климт был удивительно милым. Когда я теряла терпение, он просто говорил: „Посиди ещё несколько минут“». Портрет впервые демонстрировался публике в 1914 году на II выставке Венского сецессиона в Риме. После банкротства банковского дома Примавези в 1926 году портрет был продан в конце 1920-х годов. «Портрет Меды Примавези» оказался в собственности Евгении Штайнер, сестры Серены Ледерер и одной из самых богатых женщин Вены и собирательницы произведений Климта и Шиле. Её имущество было полностью конфисковано в октябре 1938 года, портрет Меды в то время оценивался в 110—150 рейхсмарок (около 600—800 евро). В 1943 году под названием «Портрет девочки в полный рост» картина участвовала в ретроспективной выставке Климта в Выставочном доме Фридрихштрассе. Евгения бежала из Австрии через Португалию и Бразилию в США. Ещё при жизни ей удалось добиться реституции портрета в 1951 году, в 1964 году портрет был передан в память о матери её наследниками Андре и Кларой Мертенс в дар Метрополитен-музею. В настоящее время он демонстрируется в экспозиции Галереи 829 на Пятой авеню в одном зале со «Сном пастуха» Фердинанда Ходлера и «Галатеей» Макса Клингера.
На портрете, не детском и не взрослом, изображена девятилетняя девочка во весь рост, её прямой взгляд без какой-либо робости обращён на зрителя. Ни на одном другом портрете Климт не работал так интенсивно и на самых различных уровнях с парами противоположностей, которые, слившись воедино, ознаменовали очередной творческий успех. Меда уверенно занимает передний план картины, а у неё за спиной открывается воображаемое пространство. Слияние фигуры и фона сохраняет амбивалентность. Мотивы перспективы и плоскости встречаются диалектически. Девочка, крепко стоящая на широко расставленных ногах, контрастирует с растворяющейся графической формой. Уверенному взгляду девочки противостоят спрятанные за спиной кисти рук, которые в других работах Климта играют центральную роль. Двусмысленно выглядит и шёлковый наряд Меды: украшенный дорогим цветочным поясом и плиссировкой, он выглядит для зрителя простеньким платьицем. Линии и цвет постоянно меняют соотношение. С одной стороны, выбранная Климтом контурная линия цвета морской волны огибает тело, фиксируя его форму, с другой стороны, беспорядочно разбросанные художником на полу цветки из широких вибрирующих мазков плывут как кувшинки у Моне. Три волнистые линии на переднем плане выглядят неожиданно уверенно, а пастозно нанесённые краски непринуждённо контрастируют с участками, где просматривается холст.